# Izvijanje
Izvijanje je gubitak stabilnosti štapa ili kojega drugog vitkog elementa konstrukcije osno opterećenoga prekomjerno velikom tlačnom silom. Tako se na primjer štap, postavljen okomito na tlo i odozgo pritisnut tlačnom silom, izvije (izboči) u trenutku kada se sila poveća preko određene granice (Eulerova kritična sila). Rešetkaste konstrukcije koje su sastavljene od štapova (stupovi dalekovoda, čelični mostovi, dizalice) obično gube stabilnost zbog izvijanja jednog ili više štapova, pa se u proračunima takvih konstrukcija posebna pozornost posvećuje tlačno najopterećenijim štapovima. Intenzitet kritične sile pri kojem nastaje izvijanje ovisi o vitkosti štapa, to jest načinu učvršćenja njegovih krajeva i njegovim geometrijskim svojstvima, te o mehaničkim svojstvima materijala od kojega je štap načinjen. Kod konstrukcija s pločama, stijenama i ljuskastim elementima izvijanje je složenije. Kritičnom silom bavio se švicarski matematičar, fizičar i astronom Leonhard Euler, po kojem je ta sila i nazvana.

## Eulerova kritična sila
Pod djelovanjem sila stup (ili bilo koje čvrsto tijelo) se deformira i poprima novi ravnotežni oblik. Ako su naprezanja u stupu pretežno tlačna, ravnotežni deformirani oblik stupa može biti nestabilan, što znači da vrlo mali poremećaj opterećenja može uzrokovati potpunu promjenu ravnotežnog oblika, koja često uzrokuje lom materijala. Najmanja sila pri kojoj se pojavljuje izvijanje jest sila izvijanja F. Godine 1757. Leonhard Euler je izveo jednakost za silu izvijanja koja se i naziva Eulerova kritična sila:
{\displaystyle F={\frac {\pi ^{2}EI}{(KL)^{2}}}}
gdje je:
{\displaystyle F} - sila izvijanja (na primjer okomita sila na stup),
{\displaystyle E} - Youngov modul elastičnosti,
{\displaystyle I} - moment tromosti stupa,
{\displaystyle L} - duljina stupa,
{\displaystyle K} - način učvršćenja stupa, koje može biti: 
ako su oba kraja zglobna (mogu se okretati), {\displaystyle K} = 1,0;
ako su oba kraja kruto učvršćena, {\displaystyle K} = 0,50;
ako je jedan kraj kruto a drugi zglobno učvršćen, {\displaystyle K} = 0,699....;
ako je jedan kraj kruto učvršćen i drugi se može slobodno kretati bočno, {\displaystyle K} = 2,0.
{\displaystyle KL} - se naziva i slobodna duljina izvijanja.
Djelovanje Eulerove kritične sile na stup (ili bilo koji nosač) kojemu presjek ima ploštinu A uzrokuje u njemu naprezanje izvijanja:
{\displaystyle \sigma ={\frac {F}{A}}={\frac {\pi ^{2}E}{(\ell /r)^{2}}}}
gdje je: {\displaystyle l/r} - vitkost stupa ili bilo kojeg štapa.
Ove dvije gornje jednakosti vrijede samo za elastično tlačno područje, to jest pri vitkosti čelika l / r > 105. Stvarna Eulerova kritična sila kojom se može opteretiti nosač određuje se pomoću faktora sigurnosti S:
{\displaystyle F_{k}={\frac {F}{S}}}
Faktor sigurnosti S iznosi:
- za sivi lijev S = 8;
- za čelik S = 5;
- za drvo S = 6 - 12.[3]